# 本達納 (堪薩斯州)
本達納（英語：Bendana）是位於美國堪薩斯州多尼芬縣的一個人口普查指定地區。

## 人口
根據2010年美國人口普查的數據，本達納的面積為3.96平方千米，當中陸地面積為3.96平方千米，而水域面積為0.00平方千米。當地共有人口117人，而人口密度為每平方千米29.55人。